# 甲賀流 (たこ焼き)
甲賀流（こうがりゅう）は、大阪市のアメリカ村エリアに本店を置くたこ焼きなどの飲食店。運営事業者は株式会社甲賀流。

## 概要
1974年（昭和49年）、大阪府大阪市南区（現中央区）のアメリカ村で創業。「アメ村の若者に安心して安く旨いものを提供したい」と店名も出身地滋賀県（近江国甲賀）から「甲賀流」と命名した。これが現在の「本店」で、観光スポットとして有名な通称「三角公園」（御津公園）の前にある。
創業から半世紀の老舗の専門店として、甲賀流は「若者人気ナンバー１」の「絶大な人気」を誇る。アメ村の本店をはじめ関西に12店を、そのほか不定期で百貨店やショッピングセンターなど各種イベントにも出店している。
生地に合うように調味料にこだわり、マヨネーズはもとより、ソースはリンゴやタマネギを使ったソースで、醤油はカツオ風味の土佐醤油、高価な塩を使う。

## 著名人との関わり
2008年（平成20年）4月6日、上方お好み焼たこ焼協同組合（おこたこ組合）として大阪府知事公館（大阪府公館）の庭で「おこたこスプリングフェスティバル」を開催。お好み焼き店の「大阪ぼてぢゅう」「お好み焼ゆかり」などとともに出店し、たこ焼きを橋下徹大阪府知事に実演してもらい、各国の総領事らに大阪の食をPRした。
女優の北乃きいは甲賀流たこ焼きについて、「関西に友達はいないけど、よく大阪に。かわいい洋服を買いにアメリカ村行って、甲賀流たこ焼き買って三角広場（三角公園）で食べてます、一人で」とサンケイスポーツに答えている
女優の上戸彩も甲賀流たこ焼き好きを公言。たびたび訪れており、2013年（平成25年）11月28日、大阪市で開催の主演映画「武士の献立」試写会の舞台挨拶でも「三角公園の甲賀流のたこ焼きが大好き」と述べ、映画で共演の俳優の高良健吾の分まで甲賀流たこ焼きを完食していた。2015年1月30日にも本店を訪れている。

## 東日本大震災への支援
毎秋「船場まつり」の一環として開かれる「東日本大震災復興支援 大船渡サンマまつり」に、おこたこ組合として参加。被災地岩手県大船渡市から直送された旬のサンマを炭火で焼き、提供を手伝うほか、お好み焼き、たこ焼きをチャリティ販売。売上金を復興支援として寄付している。

## 歴史
- 1974年（昭和49年） - 初代（田中由弘社長の父）がアメリカ村で創業
- 2005年（平成17年） - 関西ウォーカーで、読者の選ぶ第1回「全国うまい店グランプリ」たこ焼き部門1位に選出[要出典]
- 2015年（平成27年）
  - ミシュランガイドの京都・大阪2016に選出（ビブグルマン受賞）
  - タイ王国で放送の番組「オリジナルジャパン」で紹介[要出典]
  - MBSテレビ（毎日放送）「水野真紀の魔法のレストランR」で「ミシュランガイド京都・大阪2016選出店」として紹介
- 2016年（平成28年）
  - ミシュランガイド京都・大阪2017で、2年連続ビブグルマン受賞
- 2017年（平成29年）
  - 11月10日 - ミシュランガイド京都・大阪2017で、３年連続ビブグルマン受賞
- 2018年（平成30年）4月25日 - テレビ朝日「マツコ&有吉 かりそめ天国」で紹介。

## 店舗所在地
- 本店（アメリカ村本店） - 大阪府大阪市中央区西心斎橋2-18-4
- リノアス店 - 大阪府八尾市光町2-60 LINOAS（B1）
- ニトリモール東大阪店 - 大阪府東大阪市西岩田2-3-25 ニトリモール東大阪（2F）
- アピタ大和郡山店 - 奈良県大和郡山市田中町宮西517 アピタ大和郡山（1F）
- ユニバーサル・シティウォーク大阪店 - 大阪市此花区島屋島屋6-2-61-4113 ユニバーサル・シティウォーク大阪（TAKOPA たこやきパーク）
- アリオ鳳店 - 大阪府堺市西区鳳南町3-199-12 アリオ鳳
- アメリカ村 甲賀流プレミアム（三井アウトレットパーク滋賀竜王）店 - 滋賀県蒲生郡竜王町薬師字砂山1178-694 三井アウトレットパーク 滋賀竜王
- 和泉店 - 大阪府和泉市和気町3-14-10
- 岸和田カンカンベイサイドモール岸和田店 - 大阪府岸和田市港緑町3-1 Kishiwada CanCan BAYSIDE MALL（EAST、フードコート）
- 天理店 - 奈良県天理市川原城町674
- 甲賀流たこ焼きアピタ伊賀上野店 - 三重県伊賀市服部町尾崎1788 アピタ伊賀上野（1F）
- 京都ファミリー店 - 京都府京都市右京区山ノ内池尻町1-1 京都ファミリー（3F、フードコート）
- ららぽーと愛知東郷店 - 愛知県愛知郡東郷町東郷中央土地区画整理事業62街区1・3 ららぽーと愛知東郷（2F、フードコート）

## CM・タイアップなど
- 浪速伝説トライオー - 民放テレビ局「テレビ大阪」で放送時（2013年1月5日～3月30日、全13話）公式スポンサー[13]
- S-Qty - 岡山県倉敷市を拠点の、ご当地女性アイドルグループ。甲賀流アリオ倉敷店（ショッピングセンターアリオ倉敷内[14]）が応援していた
- 爆笑!ふれあいコメディ こちらかきくけ公園前 - 小籔千豊演じる「コヤブ院長」のネタとして登場